# Замана, Владимир Михайлович
Владимир Михайлович Замана (укр. Володимир Михайлович Замана; род. 3 декабря 1959, село Омбыш, Борзнянский район Черниговская область, УССР, СССР) — украинский военачальник. Начальник Генерального штаба — Главнокомандующий Вооруженными Силами Украины (18 февраля 2012 — 19 февраля 2014), заместитель секретаря Совета национальной безопасности и обороны (19 февраля — 22 февраля 2014), уполномоченный Верховной рады Украины по контролю за деятельностью министерства обороны Украины (22 февраля — 27 февраля 2014). Генерал-полковник (2012).

## Биография

### Образование
В 1982 году окончил Харьковское гвардейское высшее танковое командное училище им. Верховного Совета Украинской ССР,
В 1993 году окончил Военную академию бронетанковых войск им. Р. Малиновского.
В 2004 году окончил Национальную академию обороны Украины.

### Военная служба
Проходил службу в Группе советских войск в Германии и в войсках Туркестанского военного округа — командир танкового взвода, командир танковой роты, начальник штаба — заместитель командира танкового батальона, командир танкового батальона.
После окончания Военной академии бронетанковых войск в 1993 продолжал службу в Одесском военном округе и в Северном оперативном командовании на должностях начальника штаба — заместителя командира танкового полка, командира танкового полка, командира 1-й отдельной танковой бригады (1997—1999 годы), начальника учебного центра подготовки младших специалистов танковых войск.
С 2004 года, после окончания Национальной академии обороны Украины — заместитель командующего корпуса,
С июля 2005 по май 2007 года — командир 6-го гвардейского армейского корпуса Сухопутных войск Вооруженных Сил Украины.
4 декабря 2006 года присвоено воинское звание генерал-лейтенанта.
С 2007 года — начальник Территориального управления Западного оперативного командования.
С 2009 года — заместитель командующего Сухопутных войск Вооруженных сил Украины по боевой подготовке — начальник управления боевой подготовки.
18 февраля 2012 года Начальник Генерального штаба — Главнокомандующий Вооружённых Сил Украины. 24 августа этого года присвоено воинское звание генерал-полковника.
19 февраля 2014 года из-за несогласия выполнять приказ Президента Украины Виктора Януковича и министра обороны Павла Лебедева задействовать украинскую армию с применением аэромобильных бригад с боевым оружием и бронетехникой для зачистки Киева от участников Евромайдана указом Президента Украины был уволен с должности начальника Генштаба вооружённых сил Украины. В интервью Gordon.ua возложил ответственность за попытку применения армии против Евромайдана не на Януковича, а Лебедева, Якименко и Пшонку.
После отстранения от власти Президента Януковича, 22 февраля назначен Верховной Радой уполномоченным за деятельностью Министерства обороны. Сразу после назначения, в интервью СМИ сообщил, — «что вся армия в едином порыве поддерживала и поддерживает Евромайдан», об этом также было заявлено в этот же день в обращении на официальном сайте Минобороны с лозунгом «Слава Украине!». В марте 2014 уволен в запас.
25 декабря 2018 года включён в список украинских физических лиц, против которых российским правительством введены санкции. 
25 февраля 2019 года арестован военной прокуратурой и СБУ по подозрению в государственной измене. Его обвинили в том, что реформа структуры ВСУ, которую проводили при нём, фактически готовила «аннексию Крыма и Новороссию», и что Замана вступил в сговор с бывшим президентом Януковичем, чтобы подорвать обороноспособность украинской армии. 24 мая 2020 года Замана был освобожден из под стражи.

## Награды
- Орден «За заслуги» III ст. (3 декабря 2010) — за весомый личный вклад в укрепление обороноспособности Украинского государства, образцовое выполнение воинского долга, высокий профессионализм и по случаю 19-й годовщины Вооруженных Сил Украины[13]
- Медаль «За безупречную службу» III ст. (4 декабря 1996) — за безупречную службу, достижение высоких показателей в боевой подготовке и профессиональному мастерству[14]